# Olympia (album de Mireille Mathieu, 1969)
Pour les articles homonymes, voir Olympia (album de Mireille Mathieu) et Olympia.
Albums de Mireille Mathieu
La Première Étoile
(1969) Mireille... Mireille...
(1970)
Singles
1. Mon impossible amour
Sortie : 1969

Olympia est le sixième album studio francophone de la chanteuse française Mireille Mathieu sorti en décembre 1969 sous le label Barclay.
Cet album est le second à sortir dans le courant de l'année 1969 après La Première Étoile, sorti en début d'année. Il a été édité en 33 tours, format traditionnel à l'époque pour les albums de musique.
Contrairement à ce que son titre pourrait laisser penser, il ne s'agit pas d'un album live mais d'un album studio.

## Chansons de l'album
Face 1
1. Toi, moi, nous (Jean Renard)
2. La Chanson de mon bonheur (Charles Level/Georges Costa)
3. Vivre pour toi (Pierre-André Dousset/Christian Gaubert)
4. Monsieur Lilas (Frank Gérald/Claude Bolling)
5. L'Aveugle (trad. / S. Saguy)
6. La Parade des chapeaux melons (L. Rimels/Henri Salvador)

Face 2
1. La Valse bleue (Jean Dréjac/Éric Charden)
2. L'Amour de Paris (Hubert Ithier/Christian Bruhn)
3. Pour deux cœurs qui s'aiment (Pierre-André Dousset/N. Kalogera/Ivica Krajac)
4. Je chante pour toi (I've Gotta Be Me) (P.-A. Dousset/Walter Marks)
5. Tommy (P.-A.  Dousset/Alan Hawkshaw)
6. Mon impossible amour (P.-A.  Dousset/C. Gaubert)

## Crédits
L'essentiel des arrangements et de la direction musicale est assuré par Christian Gaubert (titres 2,3,5,6,7,9,10,11,12).
Jean-Claude Vannier signe les arrangements et la direction musicale du titre 1, Claude Bolling ceux du titre 4 et Christian Bruhn ceux du titre 8.
Les illustrations de la pochette sont l'œuvre de Aslan, connu pour ses affiches mettant en scène des pin-up.